# CTE Colatina Futebol Clube
Maillots
Dernière mise à jour : 1er février 2012.
Le Espírito Santo Sociedade Esportiva, anciennement CTE Colatina Futebol Clube (CTE signifie Centro de Treinamento Edmílson), est un club brésilien de football basé à Colatina dans l'État d'Espírito Santo.